# Mittelbronn
Mittelbronn település Franciaországban, Moselle megyében. Lakosainak száma 642 fő (2022. január 1.). Mittelbronn Garrebourg, Bourscheid, Dannelbourg, Henridorff, Phalsbourg, Saint-Jean-Kourtzerode, Vescheim, Vilsberg és Zilling községekkel határos.

## Népesség
A település népességének változása:
| Lakosok száma | 552  | 614  | 556  | 676  | 668  | 681  | 688  | 689  | 673  | 642  |
|               | 1968 | 1982 | 1990 | 2006 | 2013 | 2015 | 2017 | 2019 | 2020 | 2022 |